# Maria Peter-Reininghaus

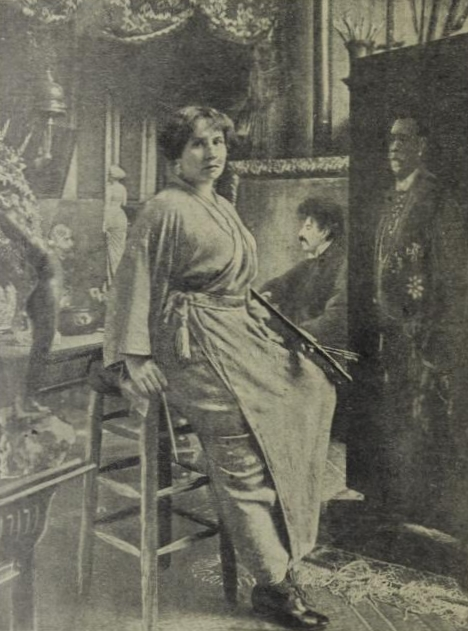
Maria Peter-Reininghaus in ihrem Atelier in Paris (1910 veröffentlicht)

Maria Theresia Peter-Reininghaus, geb. von Reininghaus, verh. Peter (* 24. November 1883 in Graz; † 21. Dezember 1934 in Eggenberg bei Graz) war eine österreichische Bildhauerin, Malerin und Grafikerin.

## Familie
Maria von Reininghaus war eine Tochter des Industriellen und Kunstsammlers Carl Reininghaus und dessen Ehefrau Zoe, geb. von Karajan. Zu ihren vier Geschwistern gehörte die Malerin und Restauratorin Hanna Philippovich.
1907 heiratete Maria von Reininghaus in Paris den Major bzw. späteren Rittmeister der Traintruppe, Johann (Hans) Wenzel Peter (* 1877 in Wien; † 1945 im KZ Buchenwald). Ihr Ehemann erhielt 1923 durch Adoption den Namen Graf zu Leiningen-Westerburg-Alt-Leiningen, ein uradeliges Geschlecht, das zuvor im Mannesstamm ausgestorben war. Aus der Ehe gingen eine Tochter (* 1909 in Paris) und zwei Söhne (* 1907 in Wien; † 1993 bzw. * 1914 in Graz; † 1942 in Russland) hervor. Der ältere Sohn war Vater des Richters Hans-Christian Leiningen-Westerburg (1945–2022), welcher Bekanntheit durch die Verurteilung von Udo Proksch erlangte.

## Leben
Maria von Reininghaus begann ihre künstlerische Ausbildung in ihrer Geburtsstadt Graz als Schülerin von Komlosy. Danach setzte sie dort ihre Studien bei dem Bildhauer Georg Winkler (1862–1933), Professor an der örtlichen Kunstgewerbeschule, und dem Maler Alfred Schrötter von Kristelli fort.
Lange Zeit lebte Peter-Reininghaus in Paris, wo sie von 1904 bis 1913 Malerei, Bildhauerei, Anatomie und Komposition an der Académie Julian, der École Nationale des Beaux-Arts und der Académie Colarossi studierte. Zu ihren Lehrern gehörten Jean-Paul Laurens, Albert Bartholomé und Auguste Rodin. Bei der Frühjahrsausstellung 1910 im Grand Palais präsentierte sie eine Kinderbüste. 1912 stellte sie im Salon der Gesellschaft französischer Künstler aus.
In den 1920er Jahren kehrte Peter-Reininghaus nach Graz zurück. Sie war Mitglied der Vereinigung Bildender Künstler Steiermarks, deren Ausstellungen sie beschickte. 1922 war ihr eine Einzelausstellung im Landesmuseum Joanneum gewidmet, auf der über 100 Gemälde und Plastiken präsentiert wurden.
Maria Peter-Reininghaus starb 1934 im Alter von 51 Jahren in Eggenberg bei Graz.

## Werk

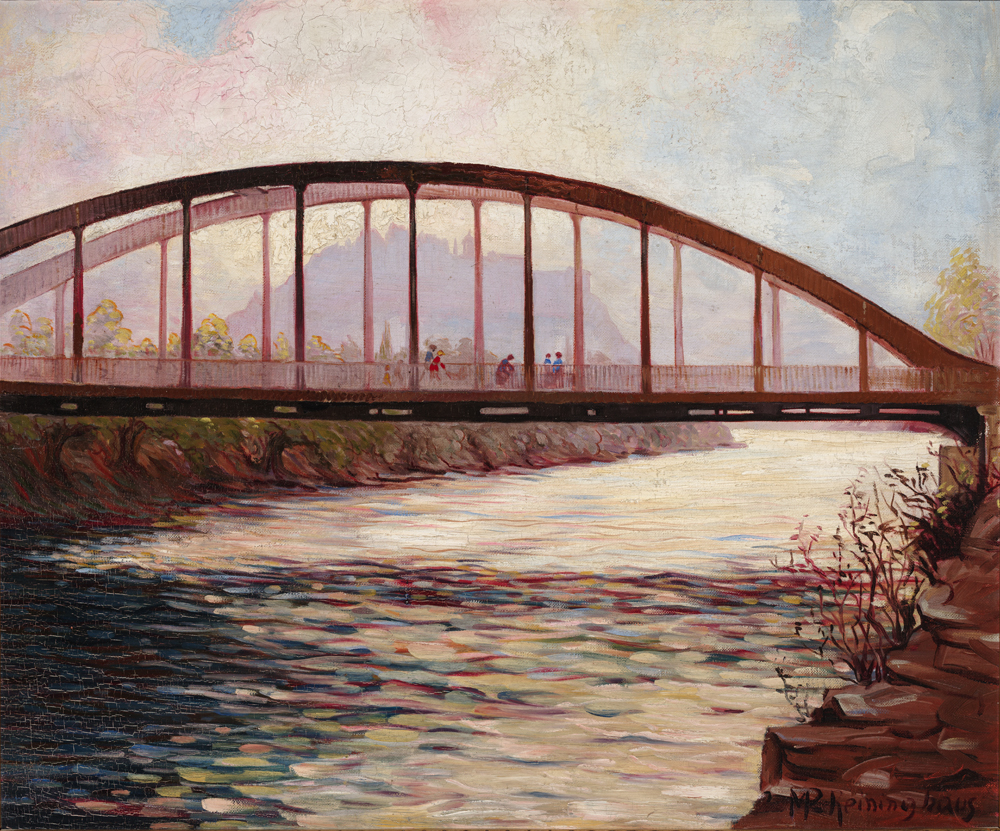
Ölgemälde Kalvarienbrücke (um 1920)

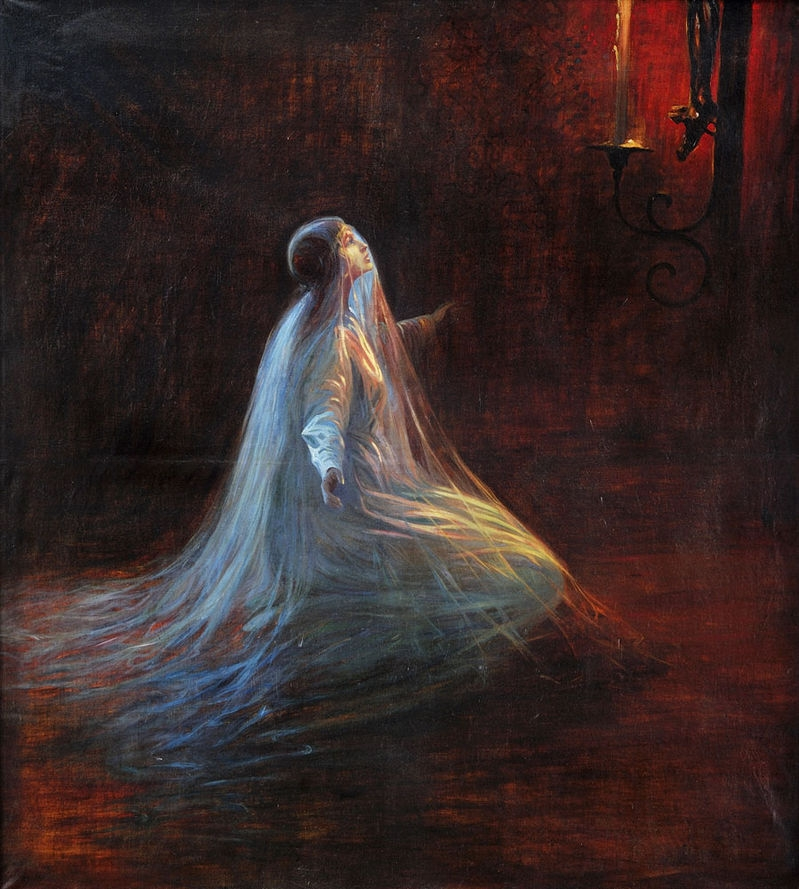
Ölgemälde Rozjímanie (1912)

Maria Peter-Reininghaus war zunächst vor allem als Bildhauerin tätig. In ihrem Gesamtwerk nimmt die Ölmalerei jedoch den gleichen Stellenwert ein. Mit ihren Landschaften aus der Steiermark trat sie die stilistische Nachfolge des österreichischen Stimmungsimpressionismus an. Sie schuf auch Blumenstücke, Porträts, Akte sowie Werke mit religiösen und historischen Motiven.
Werke (Auswahl)
- Weiblicher Akt Sie schämt sich, 1912 Ausstellung im Salon der Gesellschaft französischer Künstler[8]
- Rozjímanie (Kontemplation), 1912, Öl auf Leinwand, 136 × 123 cm, Signatur unten rechts „Maria Peter Reininghaus Roma 1912“
- Blühende Hortensien im Garten, ca. 1920, Öl auf Leinwand, 62,5 × 85 cm, Neue Galerie Graz
- Kalvarienbrücke, ca. 1920, Öl auf Leinwand, Signatur unten rechts, Sammlung Kubinzky
- Skulptur Sacro Egoismo (Entente als Frauengestalt, die über personifiziertes menschliches Elend schreitet), 1922 Ausstellung im Landesmuseum Joanneum, Elfenbein, Gold und Holz[5]
- Plastiken Irrtum, Sitzendes Mädchen und Unser Jüngster, 1922 Ausstellung im Landesmuseum Joanneum
- Landschaften Buchenallee, Gösting und Stübinggraben, 1922 Ausstellung im Landesmuseum Joanneum
- Medaillon-Relief Berlioz, 1922 Ausstellung im Landesmuseum Joanneum
- Altarbilder der Kriegergedächtniskapelle in Alpl, Krieglach, Steiermark, 1923
- Altarbilder der Kirche des Kinderkrankenhauses in Althofen, Kärnten, 1925
- Gemälde Frontkämpferwacht, 1925
- Kriegerdenkmal der Frontkämpfervereinigung auf dem Friedhof Radkersburg, 1929
- Bildnisse von König Albert I. von Belgien, Johann Graf von Meran, Papst Pius XI., König Georg V. von England, Kaiser Franz Joseph I. und Anton Rintelen[9]

## Ausstellungen (Auswahl)
- 1901, 1907: Steiermärkischer Kunstverein, Graz
- 1909, 1910, 1912: Vereinigung Bildender Künstler Steiermarks, Graz
- 1910: Frühjahrsausstellung Grand Palais
- 1912: Salon der Gesellschaft französischer Künstler, Paris
- 1922/1923: Einzelausstellung im Landesmuseum Joanneum
- 1932: Einzelausstellung im Redoutensaal Graz
- 2020: Ladies first!: Künstlerinnen in und aus der Steiermark 1850–1950, Neue Galerie Graz